# Запад Эдема
«Запад Эдема» — научно-фантастический и альтернативно-исторический роман англо-американского фантаста Гарри Гаррисона. Впервые издан в августе 1984 года. Первая часть трилогии «Эдем». Описывает историю мира, в котором мезозойские рептилии не вымерли, а эволюционировали в разумных существ и создали развитую биотехнологическую цивилизацию — иилане́. Они сталкиваются с тану — людьми, находящимися на стадии развития, схожей с каменным веком. Главный герой по имени Керрик — сын вождя одного из человеческих племён, после истребления его племени иилане́ попадает к ним в плен, становится частью их общества и осваивает их сложный язык. Затем ему удаётся бежать и возглавить людей в борьбе с иилане́.

## Сюжет
Климат на планете холодает, поэтому иилане́ начинают освоение юго-востока Гендаши (Северной Америки) — теплого побережья Флориды, где создается колония — город Алпеасак (Alpèasak). Малсас (Malsas), эйстаа (руководитель) древнего города Инегбан (Inegban), расположенного на континенте Энтобан (Африка), направляет наиболее способную и амбициозную иилане́ по имени Веинте́ (Vaintè), чтобы та стала эйстаа нового города. Веинте́ плывет на урукето (живом транспортнике), командой которого управляет капитан Эрефнаис. Вместе с ними прибывают связанные Дочери Жизни (представители секты философов, бросившей вызов иерархии и образу жизни иилане́), включая их лидера Энге (Enge), эфенселе (члена одной социальной группы) Веинте́.
То же похолодание сокращает охотничью базу тану и вынуждает их мигрировать на юго-восток Северной Америки. Одни саммады приходят на охотничьи территории других, что провоцирует кровавые стычки между людьми, которых раньше не происходило. Саммад под предводительством саммадара (sammadar, вождя) по имени Амагаст останавливается юго-востоке континента на берегу моря. Амагаст с несколькими другими охотниками и своим восьмилетним сыном Керриком (Kerrick) совершает охотничью экспедицию дальше на юг, в край мургу (murgu, так тану называют рептилий). Люди испытывают неприязнь и ненависть к опасным для них мургу. Это и становится причиной того, что Амагаст, случайно попав на родильный пляж Алпеасака, убивает самца иилане́, присматривающих за ним самок и находящихся в его утробе зародышей.
Прибывшая Веинте́ расследует это происшествие. Одна из высших иилане́, руководитель охотниц Сталлан (Stallan) выслеживает существ, которые убили иилане́. Так иилане́ впервые сталкиваются с людьми. Людей, как и всех прочих млекопитающих, иилане́ называют устузоу (ustuzou). Веинте́ организует экспедицию по уничтожению этих опасных существ. Иилане́ и фарги (представители вида иилане́, не достигшие умственно развитого состояния, рабочая сила) подплывают на своих живых лодках (генетически модифицированных животных) к стоянке саммада и расстреливают людей из хесотсанов (hesotsans) — живого оружия, стреляющего отравленными дротиками. Весь саммад гибнет, за исключением двух детей — Керрика и девочки-подростка Исель (Ysel), которых иилане́ захватывают живыми с целью изучить.
Энге предполагает, что этот вид устузоу имеют свой язык, и по просьбе (приказы эйстаа Дочери Жизни не выполняют) Веинте́ занимается обучением пленных детей языку иилане́. Исель, которая была постарше, не смогла научиться этому сложному языку, и Веинте́ в приступе гнева убивает её, прокусив ей глотку. Керрик, более молодой и смышлёный, испугавшись смерти, демонстрирует примитивные познания языка, которыми он смог овладеть, и это спасает ему жизнь.
Керрик живёт в городе иилане́ и учит их язык. Единственное, чего он не может делать, это двигать хвостом и менять цвет кожи при разговоре, поэтому Энге обучила его сумеречной речи, которой иилане́ пользуются при слабом освещении. Он становится приближённым Веинте́. Однажды, симулировав, что его шею слишком давит ошейник, он сбегает, но на границе города попадает в живые силки, выращенные иилане́, чтобы не пропускать в город опасных животных. Момент попадания Керрика в силки видит Херилак (Herilak) — его дядя, саммадар другого саммада, наблюдавший за городом мургу из засады. Керрик был возвращён в плен.
В результате его неудачного побега, однако, выясняется, что человек бегает намного быстрее иилане́, а Веинте́ узнаёт, что Керрик способен лгать. Позднее эту способность Веинте́ использует в своих целях, устранив Алакенши — соглядатая эйстаа Малсас. На границе города Веинте́ убила Алакенши, а Керрик закричал, что видел, будто это были устозоу, пришедшие из леса.
В качестве мести за гибель родственного саммада, Херилак организует нападение тану на отряд иилане́-геодезистов, отдалившихся далеко от города. Тану истребляют эту группу.
Чтобы Керрик не мог сбежать, его прикрепляют специально сделанным поводком, который невозможно порвать или разрезать, к тупой и тяжеловесной фарги Инлену, и они повсюду передвигаются вместе. Керрик растёт и становится взрослым мужчиной. Он почти забывает о своём человеческом прошлом и считает, что стал иилане́. Хорошее владение их языком обеспечивает ему высокое положение в обществе. Веинте́ пользуется Керриком как самцом.
Веинте́ на урукето отправляется в Инегбан, где с помощью Керрика убеждает Малсас, что устузоу чрезвычайно опасны. Иилане́ снаряжают боевые отряды для их уничтожения. Иилане́-учёные создают животное-фотокамеру, которая крепится к ноге раптора — птицы, обученной выслеживать добычу. Полученные фотоснимки иилане́ печатают с помощью другого специального животного и с их помощью находят места стоянки устузоу.
Вооружённые отряды иилане́ подплывают к стоянкам на лодках и истребляют саммады один за другим. Нападениями руководят непосредственно Веинте́ и Сталлан. Веинте́ берёт Керрика с собой, но в самих бойнях он не участвует. Керрик учится охотиться на животных с помощью хесотсана. В результате одного из нападений был почти полностью истреблён саммад Херилака. Самого Херилака иилане́ берут в плен, чтобы Керрик мог узнать у него, где находятся другие саммады. Случайно оставшись в окружении одних фарги, люди общаются друг с другом. Херилак понимает, что случилось с его племянником. Он пробуждает в памяти юноши знание языка тану и воспоминания о его прошлом. Керрик понимает, что должен бежать вместе с Херилаком. Он убивает из хесотсана находящихся рядом фарги. К ним подходит Веинте́, которая не понимает, что произошло. Тогда он бьет её копьем Херилака, и люди сбегают, увлекая за собой фарги Инлену, к которой по-прежнему привязан Керрик.
К ним присоединяется ещё один выживший охотник Ортнар. Керрик против того, чтобы избавиться от Инлену, потому что успел привязаться к ней и понял, что она пленник в не меньшей степени, чем он сам. Однако ночью Ортнар убивает Инлену. Чтобы освободиться от поводка, который невозможно порвать или разрезать, люди пробуют поджечь его. Происходит взрыв, и поводок разрушается. Иилане́, плохо знакомые с огнём, не могли этого предвидеть. Люди приходят на стоянку двух других саммадов. Керрик рассказывает тану о мургу и их приспособлениях, при помощи которых они находят и истребляют людей. Керрик и Херилак убеждают саммады нанести превентивный удар. Заметив в небе птицу мургу, охотники начинают готовиться. Тактика иилане́, которую запомнил Керрик, заключается в том, что они высаживаются в отдалении от стоянки саммада, ночуют и на следующий день нападают. Тану отслеживают прибытие мургу, и нападают на их ночной лагерь, убивая почти всех. Поскольку Веинте́ ранее была тяжело ранена Керриком, истребительной операцией теперь руководит Сталлан. После нападения людей она одна из немногих смогла спастись. Тану захватывает хесотсаны. Веинте́ понимает, что атакой устузоу мог руководить только Керрик. Теперь ею движут только ненависть к Керрику и жажда мести, ведь она возвысила его, а он отплатил ей тем, что чуть не убил.
Керрик понимает, что иилане́ вернутся. На севере тану ждут холодные зимы, на других землях их не примут другие саммады. Он и Херилак убеждают саммад уходить на юг, где они могут защищаться от диких мургу (динозавров) и охотиться с помощью хесотсанов. Саммады перебираются на юг. По пути к ним присоединяется ещё один саммад. Они охотятся на диких мургу и пережидают зиму. Армун (Armun), женщина, которая с детства была изгоем, из-за того, что родилась с раздвоенной губой, становится женщиной Керрика и зачинает от него.
Иилане́ снова находят тану. Теперь они пользуются более незаметными птицами — совами. На специальных быстрых ездовых животных иилане́ нападают на людей. Саммады бегут, но настигнутые, дают бой на склоне долины. Люди, вооружённые хесотсанами и более сообразительные, чем фарги, составляющие основную ударную силу мургу, выигрывают этот бой. Иилане́ останавливаются на ночь, но теперь их стоянка защищена специальными животными, испускающими яркий свет и производящими шум, если их потревожить. Тану бегут в горы, туда, где начинаются снега. Иилане́ не могут последовать за ними, поскольку не переносят холода.
Пытаясь уйти за пределы досягаемости мургу, саммады пересекают горы, за которыми лежит пустыня. Они двигаются на юг вдоль предгорий, где сталкиваются с дикими темнокожими людьми (каргу). Затем они находят саску — племя темнокожих людей, которые живут в узкой долине и занимаются земледелием. Саску поклоняются верховному богу Кадайру, создателю мира, который принимал образ мастодонта. Тану привели с собой мастодонтов, саску расценили это как знак свыше и приняли их на зимовку. Армун рожает сына Арнхвита. Одновременно рожает детёныша самка мастодонта. Саску и их вождь и верховный жрец Саноне (Sanone) расценивают это как добрый знак, а детёныша мастодонта, родившегося в их поселении они восприняли как воплощение Кадайра, которое знаменует скорую победу над мургу — порождениями бога разрушения Карогниса.
Иилане́ из Инегбана, в котором климат всё более холодает, постепенно переезжают в разросшийся Алпеасак. Малсас становится эйстаа Алпеасака, а Веинте́ — сан-эното, этим титулом в древности именовали военного руководителя. Она руководит военной операцией против устузоу.
Иилане́ находят лагерь Керрика и пересекают океан. Первая их атака была отбита. Керрик и Херилак ночью пробираются к лагерю иилане́ и обнаруживают, что они могут беспрепятственно поражать мургу, бросая копья через их защиту. Фарги, которым никто не давал приказа атаковать в подобном случае, просто гибнут. Тану приводят саску, владеющими копьеметателями, способными посылать копья на большее расстояние, и начинается ночное избиение мургу. Утром оставшиеся в живых эвакуируются.
Керрик понимает, что эти нападения никогда не кончатся, и единственным спасением будет уничтожить Алпеасак. Тану соглашаются с ним. Саску, решившие, что пришло время сразиться с силами тёмного бога, в составе отряда во главе с Саноне, присоединяются к тану. Люди переходят горы, останавливаются у моря недалеко от Алпеасака, чтобы запасти продовольствие, и отходят на север, к снегам.
Веинте́, проигравшая ещё одно сражение, теряет расположение Малсас и какое-то время находится в опале. Затем, когда устузоу приближаются к городу и иилане́ начинают беспокоиться, она при поддержке Сталлан, возвращает себе расположение эйстаа и планирует трумал — этим словом называют совместные действия многих молодых иилане́, ещё живущих в море, направленные на поимку добычи. Веинте́ имеет ввиду собрать огромную армию и пройти по землям людей, окончательно истребив их.
Небольшая группа тану и саску во главе с Керриком, Херилаком и Саноне проникают на окраинные поля Алпеасака и зажигают город. В городах иилане́ в тропическом климате пожаров почти не бывает. С огнём иилане́ знакомы очень слабо. Поэтому город, успевший уже значительно вырасти, стремительно гибнет. Те фарги и иилане́, которые не погибли от огня, умерли из-за своей биологии, поскольку умер их город — это для них было равносильно изгнанию их эйстаа, после которого организм иилане́ убивает сам себя.
Веинте́ и Сталлан не гибнут, поскольку их поддерживает ненависть и жажда мести. Они бегут к прибывающему в город урукето. Керрик настигает Сталлан, между ними завязывается драка. Херилак убивает Сталлан. Выживает также часть Дочерей Жизни, включая Энге. Керрик говорит со своим бывшим учителем. Веинте́, Энге и Дочери Жизни бегут на урукето.

## Рецензия
Британский критик Дэвид Лэнгфорд сделал рецензию на роман для британского журнала «White Dwarf № 59» (ноябрь 1984), в которой писал, что «именно плотность фоновых деталей делает эту книгу не великим, но лучшим произведением Гаррисона на некоторое время. Как и хорошие иллюстрации».

## Экранизация
В 2014 году должна была выйти российская анимационная экранизация режиссёра Артура Гуацаева.